# Максі Гнаук
Максі Гнаук (нім. Maxi Gnauck; нар. 10 жовтня 1964, Східний Берлін, НДР) — східнонімецька гімнастка, олімпійська чемпіонка, багаторазова чемпіонка світу та Європи. Нагороджена орденами Німецької Демократичної Республіки «За заслуги перед Вітчизною» 1-го ступеня (1984) і «Зірка дружби народів» 3-го ступеня (1986).